# Lula (Itália)
Lula é uma comuna italiana da região da Sardenha, província de Nuoro, com cerca de 1.647 (Istat 2003) habitantes. Estende-se por uma área de 148 km², tendo uma densidade populacional de 11 hab/km². Faz fronteira com Bitti, Dorgali, Galtelli, Irgoli, Loculi, Lodè, Onani, Orune, Siniscola.

## Demografia
| Variação demográfica do município entre 1861 e 2011                               |
|                                                                                   |
| Fonte: Istituto Nazionale di Statistica (ISTAT) - Elaboração gráfica da Wikipedia |